# Диас, Алирио
Алирио Мартин Диас Леаль (исп. Alirio Martín Díaz Leal; 12 ноября 1923, деревня Ла Канделариа близ города Карора, штат Лара — 5 июля 2016) — венесуэльский гитарист и композитор.

## Биография
С детства увлекался музыкой, в 16 лет убежал из родной деревни в Карору, чтобы заниматься в музыкальной школе у Лауделино Мехиаса. Учился игре на кларнете и саксофоне, зарабатывая на жизнь наборщиком в газете. Затем в 1945 г. поступил в Высшую школу музыки в Каракасе в класс гитары Рауля Борхеса. В 1950 г. получил грант правительства Венесуэлы для продолжения образования в Европе и поступил в Мадридскую консерваторию к Рехино Сайнсу де ла Масе, однако прежде всего был заинтересован в школе Андреса Сеговии. В 1951 г. был принят Сеговией в мастер-класс в Академии Киджи, а уже через три года стал его ассистентом.
Европейская слава пришла к Диасу в 1961 г., когда посвящённая ему пьеса Хоакина Родриго «Приглашение и танец» (исп. Invocación y danza) получила первую премию на Международном конкурсе сочинений для гитары, объявленном Управлением телевидения и радиовещания Франции (ORTF). Благодарный Диас включил эту весьма сложную для исполнителя пьесу в свой репертуар и много гастролировал с ней по Европе.
Репертуар Диаса отличался широтой: наряду с музыкой эпохи барокко в него входили сочинения современных латиноамериканских композиторов. Поддерживая музыкальную культуру Латинской Америки, Диас, в частности, учредил в Венесуэле конкурс гитаристов, проходящий в разных городах страны.